# Renaud Barbaras
Renaud Barbaras (París, 1955) es un filósofo francés, graduado de la Escuela Normal Superior de Saint-Cloud. Actualmente es catedrático de filosofía contemporánea en la Universidad de París I Panthéon-Sorbonne, cuyas instalaciones, en especial el departamento de filosofía, se encuentran en las históricas y antiguas dependencias de La Sorbona.
Barbaras se interesa principalmente por la filosofía contemporánea y la fenomenología, en particular por el pensamiento de Edmund Husserl, Michel Henry, Maurice Merleau-Ponty y Jan Patocka. Sus últimos libros y seminarios, traducidos a diversos idiomas, se dedican a los problemas planteados por lo que él denomina la "fenomenología de la vida." 
En el año 2014 recibió el Gran Premio de Filosofía de parte de la prestigiosa Academia Francesa en reconocimiento al conjunto de su obra.[cita requerida]

## Principales publicaciones
- De l'être du phénomène. Sur l'ontologie de Merleau-Ponty. Grenoble: J. Millon, «Krisis», 1991.
- La Perception. Essai sur le sensible. París: Hatier, «Optiques, Philosophie», 1994. Rééd. París: Vrin, 2009.
- Merleau-Ponty. París: Ellipses, «Philo-Philosophes», 1997.
- Le tournant de l'expérience. Recherches sur la philosophie de Merleau-Ponty. París: Vrin, «Histoire de la philosophie», 1998.
- Le désir et la distance. Introduction à une phénoménologie de la perception. París: Vrin, «Problèmes et controverses», 1999.
- Vie et intentionnalité. Recherches phénoménologiques. París: Vrin, 2003.
- Introduction à la philosophie de Husserl. Éditions de la Transparence, 2004.
- Le mouvement de l'existence. Études sur la phénoménologie de Jan Patocka. Éditions de la Transparence, 2007.
- Introduction à une phénoménologie de la vie. París: Vrin, 2008.
- L'ouverture du monde : Lecture de Jan Patocka. Editions de la Transparence, 25 de agosto de 2011
- La vie lacunaire. París: Vrin, 19 de septiembre de 2011
- Dynamique de la manifestation. París: Vrin, 2013.
- Renaud Barbaras. Introducción a una fenomenología de la vida. Encuentro. ISBN 978-84-9055-027-4.